# Arrondissement Kortrijk
Arrondissement Kortrijk (nizozemsky: Arrondissement Kortrijk; francouzsky: Arrondissement de Courtrai) je jeden z osmi arrondissementů (okresů) v provincii Západní Flandry v Belgii.
Jedná se o politický a zároveň soudní okres. Soudní okres Kortrijk také zahrnuje všechny obce politického okresu Roeselare kromě obce Lichtervelde a také obce Meulebeke, Dentergem, Oostrozebeke a Wielsbeke politického okresu Tielt.

## Historie
Arrondissement Kortrijk vznikl roku 1800 jako čtvrtý arrondissement v departmentu Lys (nizozemsky: Departement Leie). Původní okres zahrnoval kantony Avelgem, Harelbeke, Ingelmunster, Kortrijk, Menen, Meulebeke, Moorsele, Oostrozebeke a Roeselare. Roku 1818 vznikly arrondissementy Avelgem, Roeselare, Tielt, Wakken a Menen. Kanton Avelgem byl přidán k arrondissementu Avelgem, kanton Menen k arrondissementu Menen, kanton Roeselare k arrondissementu Roeselare, kanton Meulebeke k arrondissementu Tielt a kantony Ingelmunster a Oostrozebeke k arrondissementu Wakken. Roku 1823 zanikly arrondissementy Avelgem a Menen, takže kantony Avelgem a Menen byly připojeny k arrondissementu Kortrijk.
Při pozměňování jazykové hranice roku 1963 byly město Mouscron a vesnice Luingne, Herseaux, Risquons-Tout a Dottignies připojeny k arrondissementu Mouscron.

## Obyvatelstvo
Počet obyvatel k 1. lednu 2017 činil 287 823 obyvatel. Rozloha okresu činí 402,87 km².

## Obce
Okres Kortrijk sestává z těchto obcí:
- Anzegem
- Avelgem
- Deerlijk
- Harelbeke
- Kortrijk
- Kuurne
- Lendelede
- Menen
- Spiere-Helkijn
- Waregem
- Wevelgem
- Zwevegem